# جوني لي هيغينز
جوني لي هيغينز (بالإنجليزية: Johnnie Lee Higgins)‏ هو لاعب كرة قدم أمريكية أمريكي، ولد في 8 سبتمبر 1983 في سويني في الولايات المتحدة.

## وصلات خارجية
- جوني لي هيغينز على موقع مرجع كرة القدم المحترفة.كوم (الإنجليزية)